# Quintanas Rubias de Abajo
Quintanas Rubias de Abajo es una localidad española del municipio de San Esteban de Gormaz, perteneciente a la provincia de Soria, en la comunidad autónoma de Castilla y León.

## Geografía
La localidad está ubicada en el partido judicial de Burgo de Osma. En sus alrededores discurren los arroyos de las Fraguas y del Molino.

## Historia
En el censo de 1879, ordenado por el conde de Floridablanca, figuraba como villa  del partido de San Esteban de Gormaz en la intendencia de Soria, con jurisdicción de señorío y bajo la autoridad del regidor, nombrado por la marquesa de Villena. Contaba entonces con 212 habitantes.
A la caída del Antiguo Régimen la localidad se constituye en municipio constitucional  en la región de Castilla la Vieja que en el censo de 1842 contaba con 41 hogares y 160 vecinos.
A finales del siglo XX este municipio desaparece porque se integra en el municipio de San Esteban de Gormaz, contaba entonces con 32 hogares y 281 habitantes.
En la primera década del siglo XXI existía un centro social y bar llamado El Olmo situado en el antiguo ayuntamiento, todas las calles fueron cementadas, se dispuso alumbrado eléctrico nuevo, un parque infantil con columpios y una canasta. Todas las casas semi derruidas fueron destruidas por seguridad. En esas fechas, el pueblo constaba de 37 casas completamente habitables. En septiembre de 2011 se restauraron la ermita y la iglesia de la localidad.

## Demografía
| Gráfica de evolución demográfica de Quintanas Rubias de Abajo entre 1842 y 1970 |
| |
| Población de derecho según los censos de población del INE Población de hecho según los censos de población del INEEntre el censo de 1981 y el anterior, este municipio desaparece porque se integra en el municipio 42162 (San Esteban de Gormaz) |

En el año 1981 contaba con 29 habitantes, concentrados en el núcleo principal, pasando a 8 en  2010, 4 varones y 4 mujeres.
| Gráfica de evolución demográfica de Quintanas Rubias de Abajo entre 2000 y 2018                  |
|                                                                                                  |
| Población de derecho (2000-2018) según los censos de población del INE a 1 de enero de cada año. |

## Patrimonio
En este pequeño pueblo de Soria, Quintanas Rubias de Abajo, se encuentra la iglesia de San Juan Bautista y la ermita de la Virgen de los Mil Carros, cuya imagen se apareció en el mismo lugar donde se levanta la misma. Los de la vecina villa de Ines, por ser natural de su término la persona a la que se le apareció, quisieron llevarse allí la imagen, la cual dicen que hizo que las andas no se movieran, además de hacer salir una voz que decía: "no podréis llevarme aunque traigáis mil carros", conociéndosela desde entonces con ese nombre. 